# Malcolm Cameron

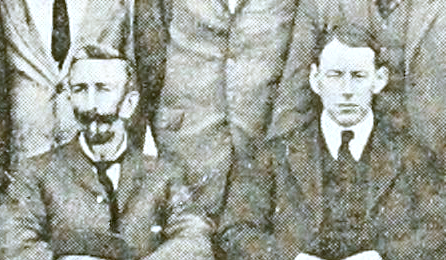
Malcolm Cameron tillsammans med T.B. Fletcher, 1921.

Malcolm Cameron, född 1873, död den 31 oktober 1954 i London, var en engelsk läkare och entomolog som specialiserade sig på skalbaggar, särskilt kortvingar. 
Cameron började sitt arbetsliv som kirurg i brittiska flottan och samlade skalbaggar under sitt arbete på olika platser. Han är i synnerhet känd för de fem banden om kortvingar i serien The Fauna of British India, Including Ceylon and Burma. Han var ledamot av Royal Entomological Society. Camerons insektssamling är delad mellan Natural History Museum i London (55 000 kortvingar) och Museo Civico di Storia Naturale di Genova i Genua i Italien.